# 구일고등학교
구일고등학교(九一高等學校)는 대한민국 서울특별시 구로구 구로동에 있는 공립 고등학교이다.

## 학교 연혁
- 1990년 3월 1일 : 초대 송석영 교장 부임
- 1990년 3월 2일 : 1990학년도 신입생 입학(8학급 438명)
- 1993년 2월 12일 : 제1회 졸업(429명)
- 1993년 3월 20일 : 체육관 개관
- 2007년 8월 22일 : 학생식당 준공
- 2019년 9월 1일 : 제12대 이용식 교장 취임
- 2022년 2월 8일 : 제31회 졸업(10학급 229명)

## 참고 자료
- 구일고등학교 - 한국교육학술정보원 학교알리미